# Смотрич (гора)
Смо́трич (інша назва — Смотрець) — одна з вершин гірського масиву Чорногора (Українські Карпати). Розташована у Верховинському районі Івано-Франківської області, в межах Карпатського національного природного парку.

## Географія
Висота гори — 1898 м. Лежить у південно-східній частині Чорногори, за 1,5 кілометра на схід від головного хребта, і з'єднана з ним пологою сідловиною. Схили гори від півночі, сходу і півдня стрімкі, місцями обривисті. На схилах багато скель, вершина повністю кам'яниста. За півкілометра на північний захід від вершини на одній з її відрогів розташований так званий Вухатий Камінь — передвершина Смотрича. Тут є чудернацької форми скелі, які в народі називаються «церквами».
На південному заході від гори — велика котловина, в якій бере початок річка Погорілець. За котловиною здіймається потужний масив гори Піп Іван. На заході розташована гора Дземброня, на північному заході — Менчул, на південному сході — гори Малі Стайки і Стайки. На північ від вершини розташовані Дзембронські водоспади. На північному сході в долині видніється найближчий до гори населений пункт — село Дземброня.

## Фотографії

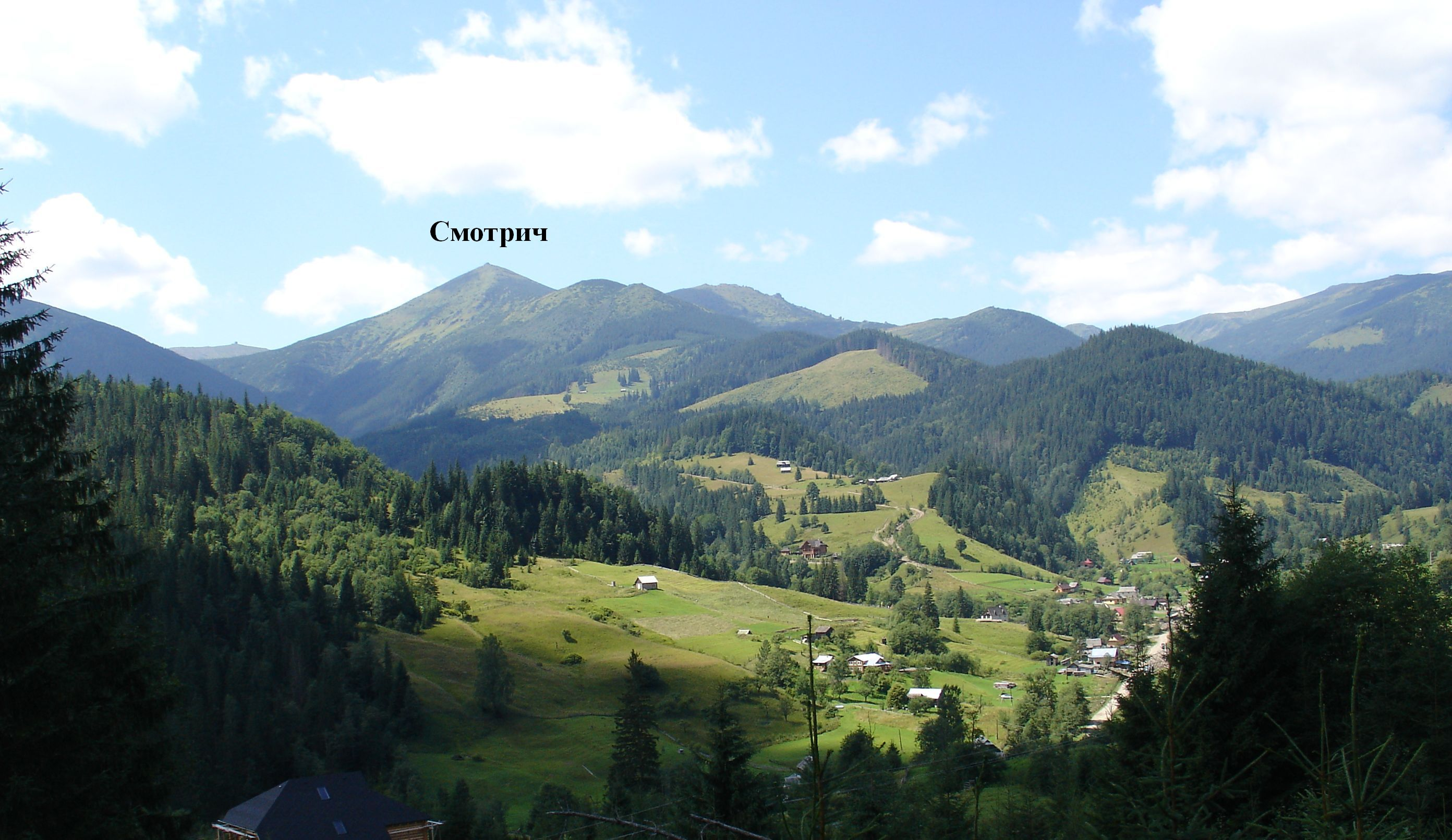
Смотрич і довколишні гори (вигляд із села Дземброні
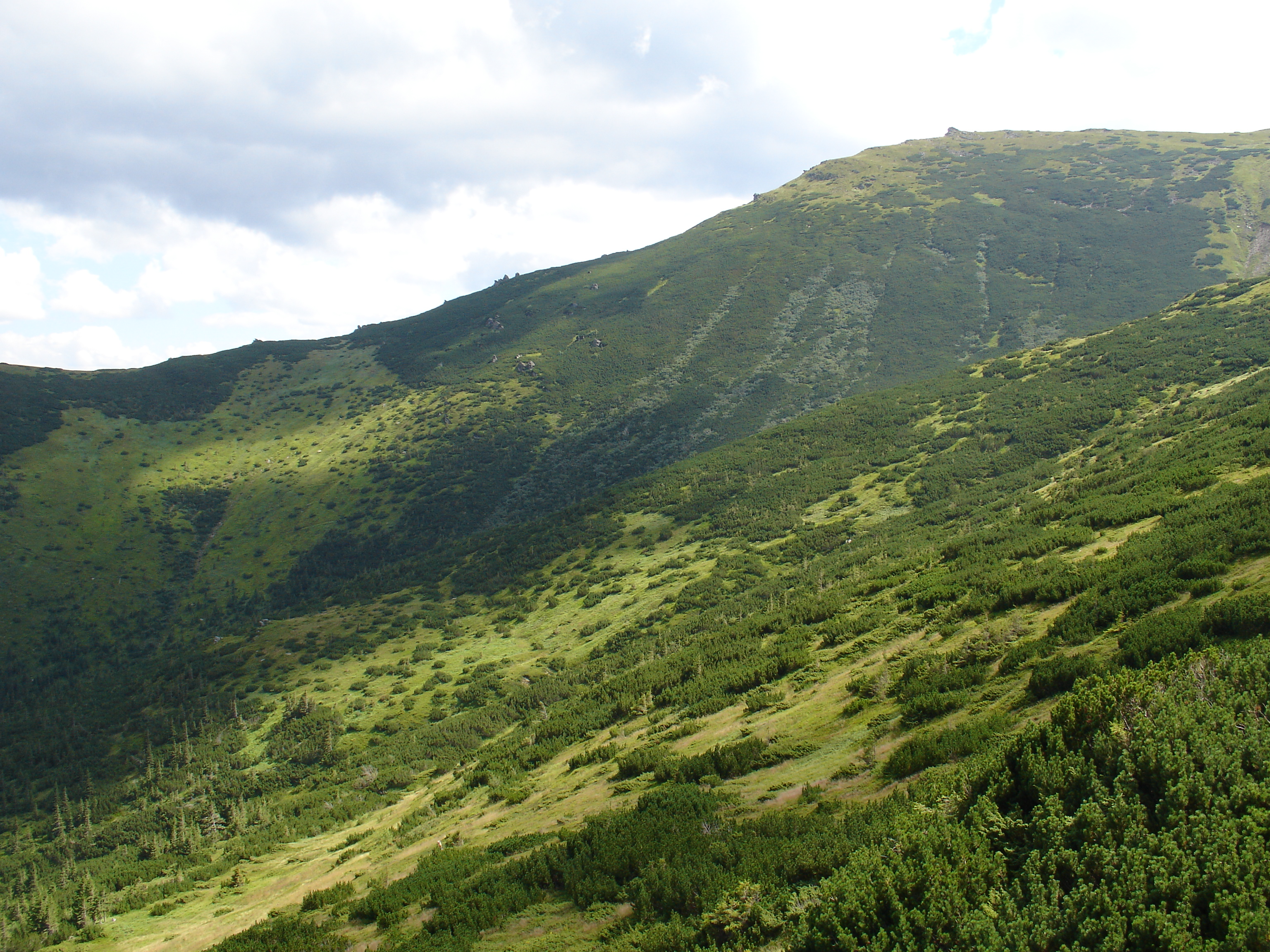
Вершина і північні схили Смотрича
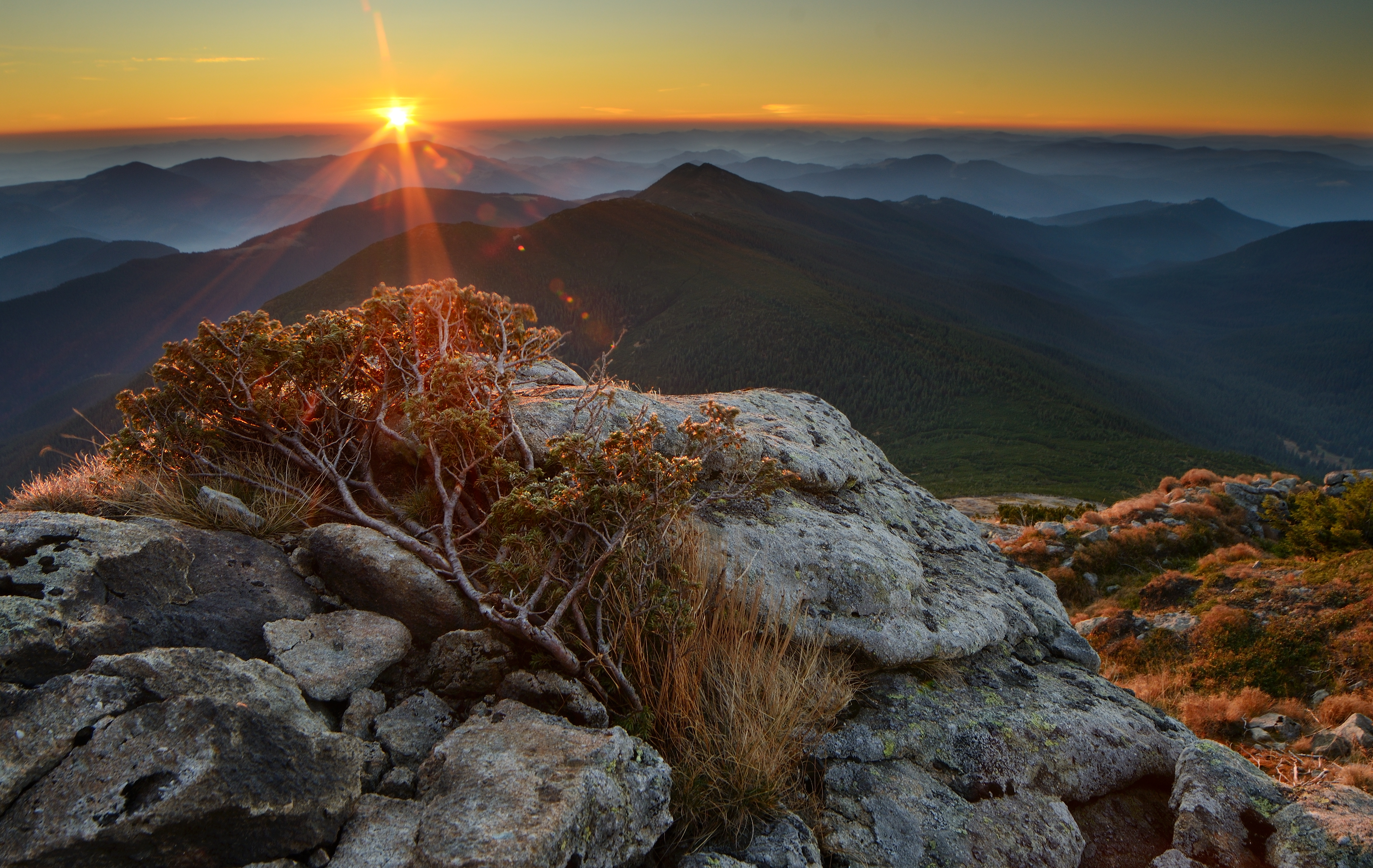
Світанок на горі. 20 жовтня 2017
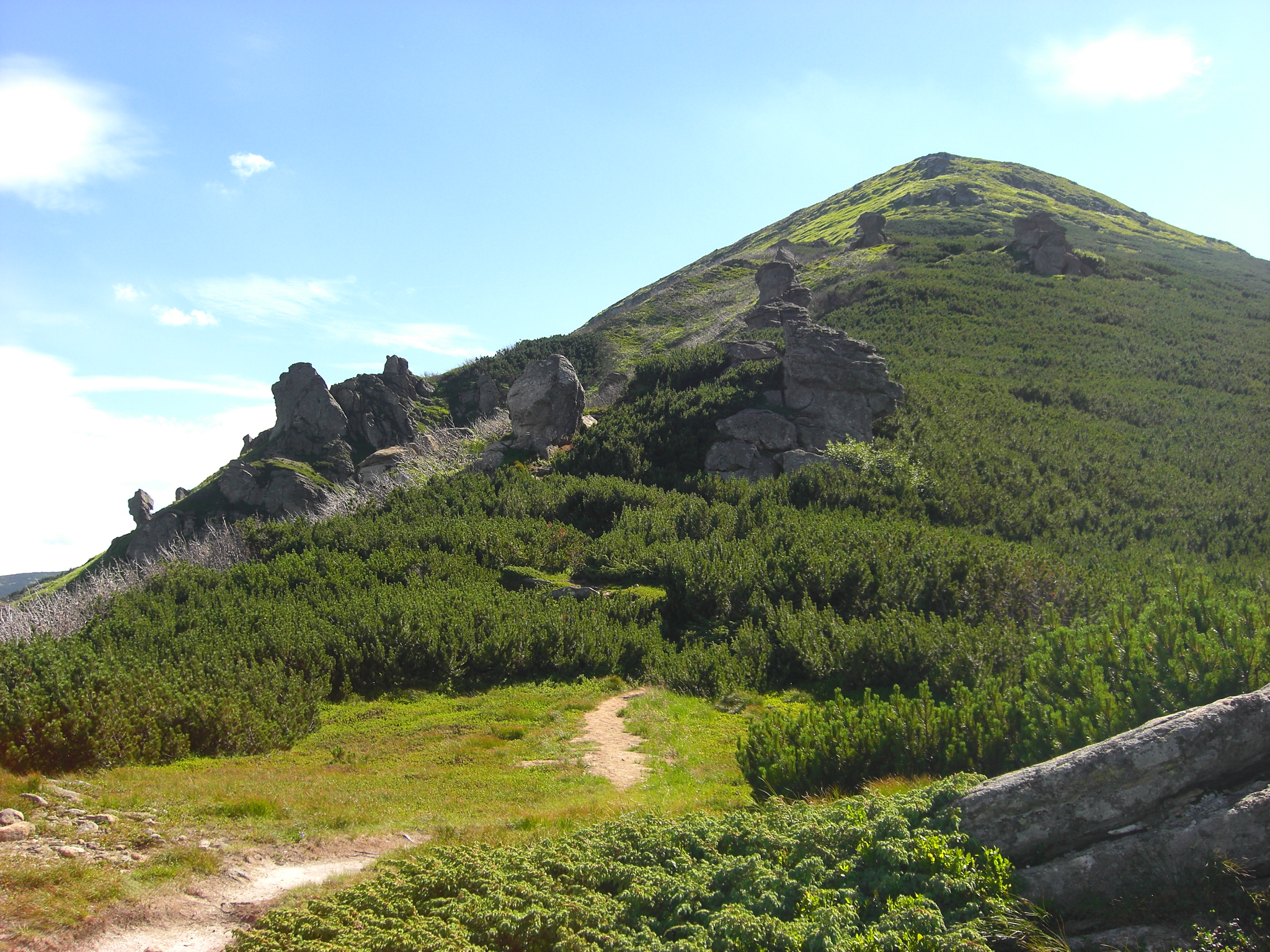
Гора Смотрич (вид з півночі)